# Menhart I. z Hradce
Menhart I. z Hradce (italsky Mainardo di Neuhaus, německy Meinhard von Neuhaus, zvaný „Hergothilf“asi 1329 – po 1377) byl pražský kanovník, jenž byl v letech 1349–1360 také biskupem tridentským.

## Život
Meinhard pocházel z rodu Vítkovců, z větve pánů z Hradce. Jeho rodiči byli Oldřich III. z Hradce a Markéta Korutanská. Pravděpodobně založil původní hrad Telč. Již od mládí se připravoval na duchovní službu, proto se velmi záhy stal kanovníkem v Praze. Po smrti Meinhardova otce roku 1349, bylo dědictví rozděleno mezi jeho bratry Jindřicha, Oldřicha a Heřmana.
Meinhardův otec Oldřich udržoval dobré vztahy s českým králem Janem Lucemburským i jeho synem Karlem IV. Jelikož na svém panství potíral stoupence „kacířského“ valdenského hnutí, obdržel roku 1340 od papeže Benedikta XII. odpustkové privilegium pro ty své poddané, kteří jej podpoří v potírání valdenských. Po Oldřichově smrti roku 1349 král Karel IV. potvrdil práva Meinhardova i jeho bratrů.
Již v lednu 1349 zajistil Karel IV. pro tehdy asi 20letého Meinharda u papeže Klementa VI. příslib Meinhardova uchazečství na některý církevní úřad, který se uvolní. O deset měsíců později, 4. listopadu 1349, papež Meinhardovi skutečně propůjčil úřad tridentského biskupa. Současně byli kapitula, duchovní, věřící i vazalové biskupství a stejně tak i akvilejský patriarcha papežem vybídnuti, aby Meinharda v jeho biskupství přijali vlídně. Meinhard se v únoru 1350 zavázal k platbám servicií.
Meinhard se zjevně zdržoval také ve své české vlasti, kde se zasloužil o uctívání Panny Marie. Roku 1356 publikoval kartuzián Konrád z Hainburku na Meinhardovo přání oslavu Panny Marie, které se později proslavilo jako „Laus Mariae“. Společně se svým bratrem Oldřichem je Meinhard za rok 1354 uveden jako patron kostelů ve Slavonicích, Stranné, Žirově a Číměře. Oba získali v roce 1358 od Martina z Mutic (Mareš z Mutic) statky ve Velešíně, Hříšicích a Strachoňovicích, které byly posléze vloženy do moravských zemských desk v Brně. Přibližně v této době také vystavěli hrad Roštejn (Rosenstein), jehož prvním purkrabím byl Martin z Mutic.